# Гелианд

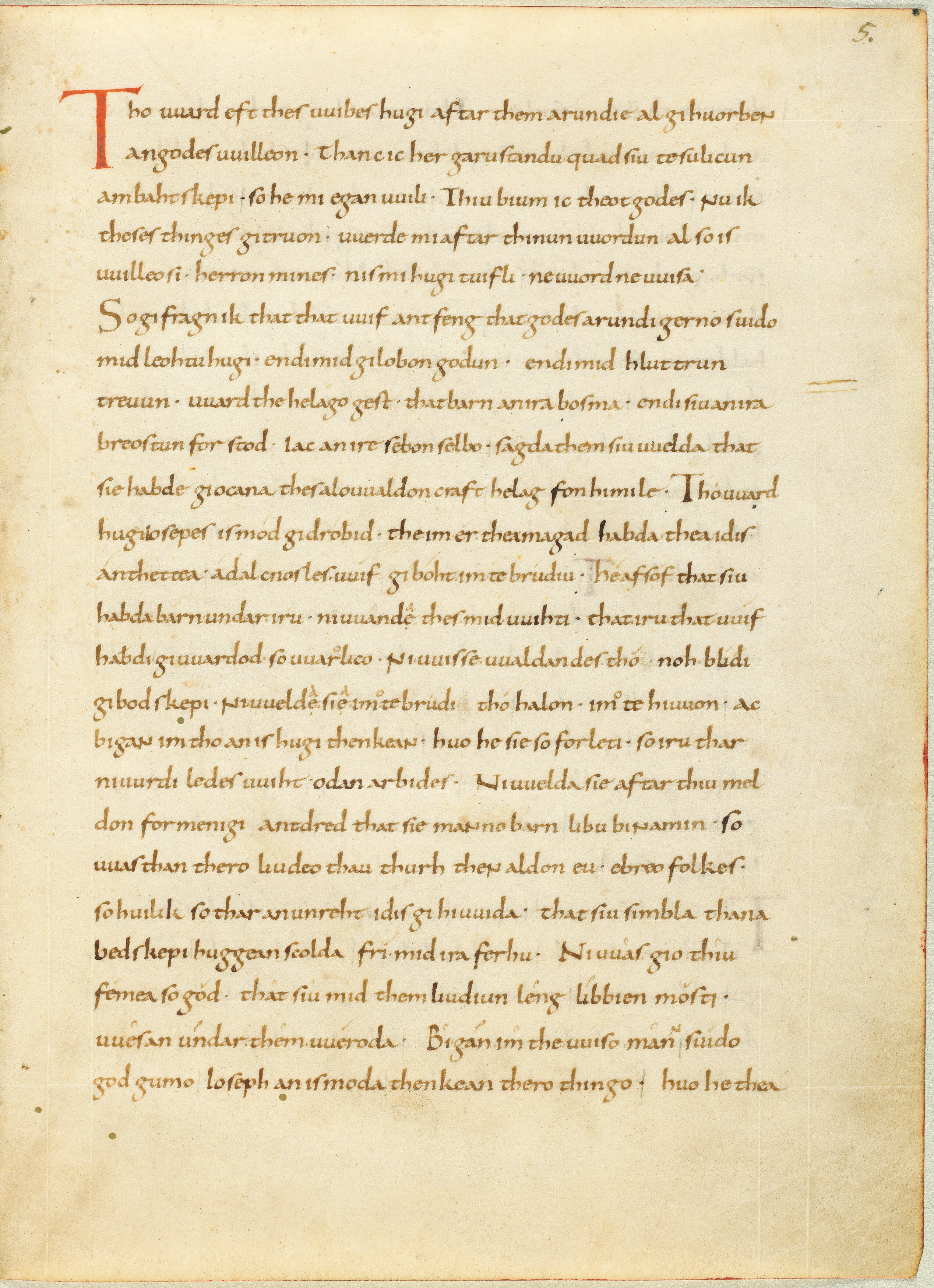
Часть текста

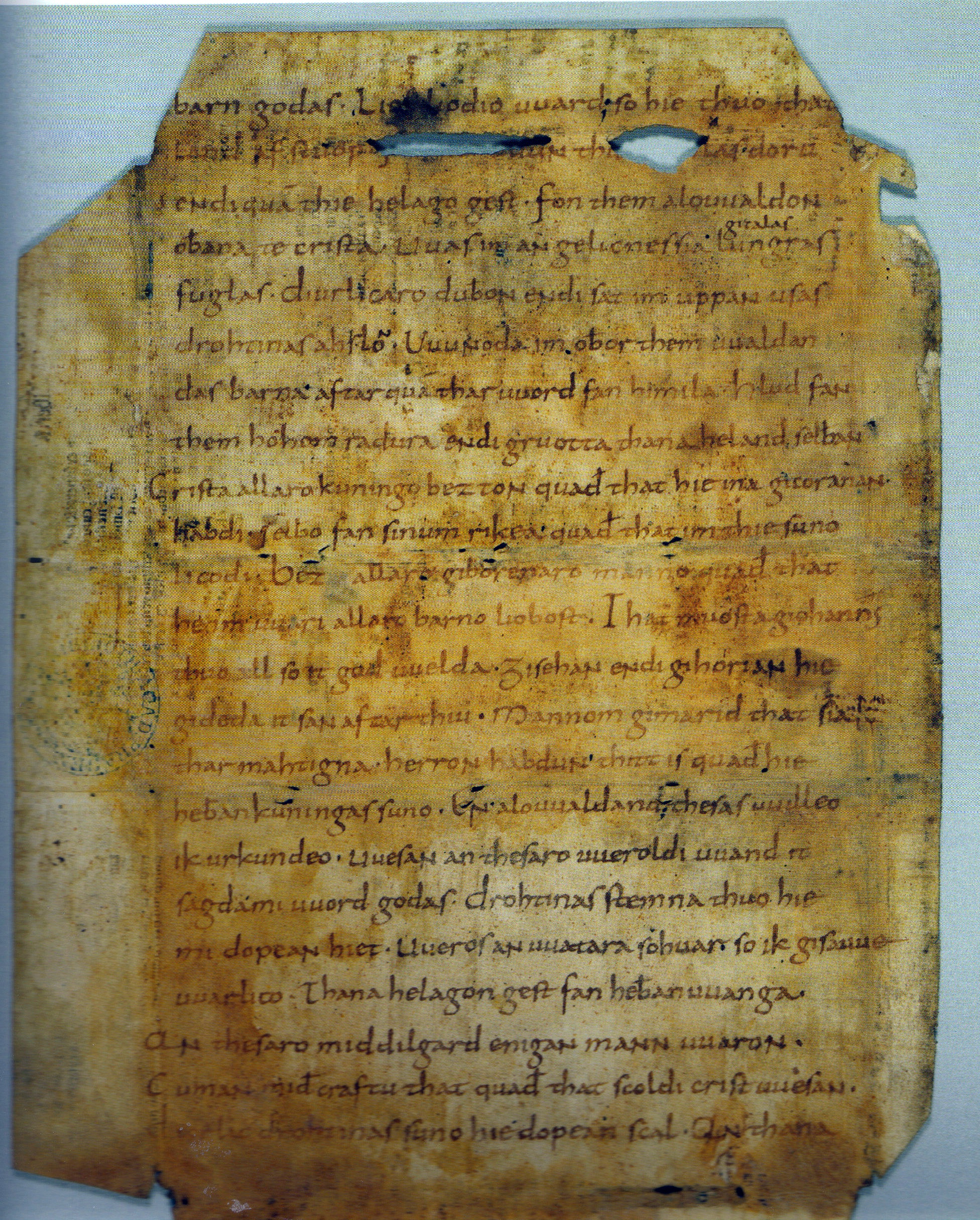
Часть текста

Ге́лианд (Heliand) с древнесаксонского Спаситель — анонимная древнесаксонская эпическая поэма о жизни Христа, написана в 1-й половине IX века (между 821 и 840). Памятник германской духовной поэзии.
Поэма принадлежит к небольшому числу, так называемых, «Евангельских гармоний», написанная на древнесаксонском языке и датируемая IX веком. До нас дошли только её фрагменты. Имя автора неизвестно.
Автор, вероятно, монах монастыря Вердена на Руре. Согласно преданию, её авторство приписывают одному саксу, известному в то время поэту, которому Людовик Благочестивый (814—840) поручил пересказать в стихах содержание Ветхого и Нового Заветов. Достоверность такого поручения сомнительна, во-первых, потому, что поэт той эпохи не мог обладать учёностью, необходимой для написания такой поэмы и средоточием, каким были в то время исключительно монастыри; во вторых, вследствие того, что Людовик Благочестивый, как и всё тогдашнее духовенство, относился к народным певцам крайне враждебно, считая их популяризаторами язычества, он никоим образом не мог поручить человеку, принадлежавшему к такой прослойке, написание произведения, в основу которого легли истинно христианские размышления.
В поэме прослеживается и влияние древнегерманской народной поэзии: одна и та же мысль повторяется в различных вариациях, повторяются эпические формулы и т. п.
Из-за того, что в поэме «Спаситель» действительно встречается много чисто народных элементов, предполагается, что автор сначала был народным певцом, а затем вступил в монастырь и уже там занялся воспеванием земной жизни Спасителя. В этом причина того, что поэма «Спаситель» представляет собой гармоничное сочетание религиозных и народных элементов.
Поэма состоит из двух частей: прозаического и стихотворного текста: история Иисуса Христа, рассказанная во вкусе древних саксов и Христос в виде предводителя храброй дружины. В первой части повествуется о том, как Людовик Благочестивый поручает написание сочинения, чтобы «Спасителя» мог прочитать простой люд, не владеющий латынью. Вторая часть повествует о том, как Бог обязывает простого крестьянина к написанию на родном языке жизнеописания Христа и истории человеческого спасения от возникновения мира до смерти Христа. Все тогдашние порядки и обычаи автор переносит на евангельские события. Иосиф у него изображен средневековым вассалом, охраняющим и защищающим сына своего хозяина, которому предстоит в будущем стать владыкой. Иоанн Креститель изображен как наместник, управляющий империей до совершеннолетия царя. Ирод — герцог иудейского народа, враг империи и т. д.
Анонимный автор произведения опустил те эпизоды Священного писания, которые не совпадали с представлениями о мире ещё полуязыческого саксонского воина: в частности, понятие повиновения, которое германцы считали примером трусости.
Внешняя форма поэмы — так называемая аллитерация, то есть повторение той же буквы на том слоге каждого стиха, на котором делается сильнейшее ударение.
Поэма сохранилась в 2 рукописях (5983 стиха), хранящихся в лондонском Британском музее и в Мюнхене.